# Pierre Cousin (Leichtathlet)
Pierre Jules Marcel Cousin (* 14. Juni 1913 in Martragny; † 25. März 1963 in Giberville) war ein französischer Marathonläufer.
1946 wurde er Französischer Meister in 2:41:17 h und kam bei den Leichtathletik-Europameisterschaften in Oslo auf einer ca. 2 km zu kurzen Strecke auf den vierten Platz in 2:27:05 h.
Im Jahr darauf verteidigte er seinen nationalen Meistertitel in 2:58:47 h. 1948 qualifizierte er sich als Zweiter der Französischen Meisterschaften mit seiner persönlichen Bestzeit von 2:39:28 h für die Olympischen Spiele in London, erreichte dort aber nicht das Ziel.